# Nice Vasilev
Nice Vasilev, właśc. mac.Ниче Вacилeв, pseudonim artystyczny Niče (ur. 3 kwietnia 1948 w Dabilje) – macedoński malarz. 

## Życiorys
Urodził się w pobliżu miasta Strumica w południowo-wschodniej Macedonii. Ukończył szkołę podstawową w Strumica. W 1969 roku ukończył Liceum Sztuki Stosowanej w Skopje. W tym czasie, Nice Vasilev zdobył pierwszą nagrodę na rysunku podane przez Związek Młodzieży Socjalistycznej Macedonii. W roku akademickim 1970-1971, studiował sztukę w Narodowej Akademii Sztuki w Sofii w Bułgarii. W 1974 kontynuował studia w Akademii Sztuk Pięknych w Warszawie. W 1978 roku, Nice Vasilev ukończył studia w klasie profesora Ludwik Maciąg. Swoją pierwszą wystawę organizowaną przez Polskie Stowarzyszenie Studentów miał w Warszawie w Galerii ”Proxima„ w 1977 roku, organizowaną przez Polskie Stowarzyszenie Studentów. W 1978 Nice Vasielev dostał pierwszą nagrodę jako scenograf w Teatrze Narodowym Strumica. Następnie został profesorem sztuki w szkole średniej w Strumica. W 1980 roku został członkiem Związku Artystów Macedonii. Uczestniczył w wielu wystawach zbiorowych w koloniach artystycznych w Macedonii, Bułgarii, Serbii, Polsce, Grecji, Francji i Słowenii. Zdobył liczne nagrody i wyróżnienia publiczne.
W 2013 odbył wizytę studyjną w Paryżu, wspieraną przez Ministerstwo Kultury Republiki Macedonii. Zdobył wiele wyróżnień i nagród, m.in.: Portret jugosłowiański (Tutzla, 1987), Nagroda „Dimitar Pandilov” (DLUM w 2000 i 2008 roku), Nagroda „Metodija Ivanowski Mende” (KIC, Skopje 2000), Nagroda „Osten” Światowa galeria rysunków (Skopje 2013), Artysta Roku 2013, Światowa Galeria Rysunku (Skopje 2013).
W 2021 roku odbyła się wystawa jego obrazów w El Greco Gallery w Atenach.
W 2022 roku w Galerii Instytutu i Muzeum Strumica odbyła się wystawa pn. „50 lat malarstwa” była to retrospektywno-monograficzna wystawa Niče.